# S/2018 J 2
S/2018 J 2 è un piccolo satellite naturale esterno di Giove.

## Scoperta
Il satellite è stato scoperto il 12 maggio 2018 dal gruppo diretto da Scott S. Sheppard, utilizzando il telescopio Victor M. Blanco di 4 m posizionato presso l' Osservatorio di Cerro Tololo, in Cile. L'annuncio fu dato dal Minor Planet Center 4 anni più tardi, il 20 dicembre 2022, dopo una lunga serie di osservazioni che hanno permesso di raccogliere i dati necessari per confermare l'orbita del satellite. In seguito il satellite fu trovato in immagini di prescoperta risalenti al 27 marzo 2003.

## Parametri orbitali
S/2018 J 2 fa parte del gruppo di Imalia, un gruppo molto compatto di satelliti irregolari in moto progrado rispetto a Giove e che seguono orbite simili a quelle di Imalia, con semiasse maggiore compreso tra 11 e 12 milioni di km e inclinazione orbitale compresa nell'intervallo 26–31°.

## Caratteristiche fisiche
Il satellite, che ha un diametro di circa 3 km e una magnitudine assoluta di 16,5, è uno dei membri più piccoli del gruppo di Imalia.